# Queda't al meu costat
Queda't al meu costat (títol original en anglès: Stepmom) és una pel·lícula estatunidenca dirigida per Chris Columbus, estrenada l'any 1998.

## Argument
Des que Isabel, una jove fotògrafa de moda, ha reemplaçat Jackie al cor de Luke, res no és senzill. L'ex-esposa, sempre molt present, no perdona a la seva rival la seva incapacitat a igualar-la: Isabel no arriba a ser acceptada per Anna i Ben, els dos fills que Luke ha tingut amb Jackie. Les dues dones es detesten cordialment. Les circumstàncies de la vida (un càncer) canvien tanmateix  l'actitud de Jackie cap a la seva rival. Deixant de banda les seves reticències, superant els seus sentiments, les dues dones llavors es descobreixen cada dia una mica més, empeses per una mateixa causa: oferir una segona mare a Anna i Ben. Jackie mostra la que va ser la seva pitjor enemiga com estimar-los i esdevenir una mare, la seva mare...

## Repartiment
- Susan Sarandon: Jackie Harrison
- Julia Roberts: Isabel Kelly
- Ed Harris: Luke Harrison
- Jena Malone: Anna Harrison
- Liam Aiken: Ben Harrison
- Lynn Whitfield: Dr. Sweikert
- Darrell Larson: Duncan Samuels
- Mary Louise Wilson: Sra. Franklin, la consellera escolar
- Andre Blake: Cooper
- Russel Harper : l'ajudant fotògraf

## Producció

### Rodatge
El rodatge va tenir lloc del 22 de setembre de 1997 al 23 de gener de 1998, principalment a Nova York i el seu Estat (Washington Square, Manhattan, Rye, Nyack, Mamaroneck, Larchmont, Central Park, Bedford) així com a Nova Jersei (Morristown, Montclair, Maplewood, Glen Ridge).

### Música
La música del film va ser  composta per John Williams.

## Premis i nominacions
Font : Internet Movie Database

### Premis
- Premi Nacional Board of Review 1998 : millor actor secundari per Ed Harris (igualment per The Truman Show)
- San Diego Film Critics Society 1998 : millor actriu per Susan Sarandon
- Premis BMI Film and TV 1999 : BMI Film Music Award per John Williams
- Blockbuster Entertainment Awards 1999 : millor actriu en un film dramàtic per Julia Roberts
- Premis Young Artist  1999 : millor jove actor (10 anys o menys) per Liam Aiken, millor jove actriu per Jena Malone, millor film familiar dramàtic

### Nominacions
- 1999 : Globus d'Or a la millor actriu dramàtica per Susan Sarandon
- Premis Blockbuster Entertainment 1999 : millor actriu en un film dramàtic per Susan Sarandon, millor segon paper femení en un film dramàtic per Jena Malone
- Premis Satellite  1999 : millor actriu en un film dramàtic per Susan Sarandon
- Premis Teen Choice 1999 : millor film dramàtic